# فيانويفا ديل أثيرال
بلدية فيانويفا ديل أثيرال (بالإسبانية: Villanueva del Aceral) هي بلدية تقع في مقاطعة آبلة التابعة لمنطقة قشتالة وليون وسط إسبانيا.

## الديموغرافيا
بلغ عدد سكان بلدية فيانويفا ديل أثيرال 158 نسمة عام 2011 (وفقاً للمعهد الوطني للإحصاء الإسباني).
| 209 | 205 | 177 | 159 | 156 | 159 | 158 |